# Пятинск
Пятинск — деревня в Старожиловском районе Рязанской области. Входит в Старожиловское городское поселение

## География
Находится в западной части Рязанской области на расстоянии приблизительно 14 км на запад по прямой от районного центра поселка Старожилово.

## История
Была отмечена еще на карте 1850 года. В 1859 году здесь (тогда деревня Пронского уезда Рязанской губернии) было учтено 7 дворов, в 1897 году — 13.

## Население
Численность населения: 118 человек (1859 год), 157 (1897), 0 как в 2002 году, так и в 2010.